# I Know What You Did Last Summer (chanson)
I Know What You Did Last Summer est une chanson du chanteur canadien Shawn Mendes et de la cubano-américaine Camila Cabello. Le single est sortir en 2015 chez Island Records. Il atteint la vingtième place du classement des ventes américain Billboard Hot 100 et figure dans le top 20 du Canadian Hot 100.